# Rezerwat przyrody Olszynka Grochowska

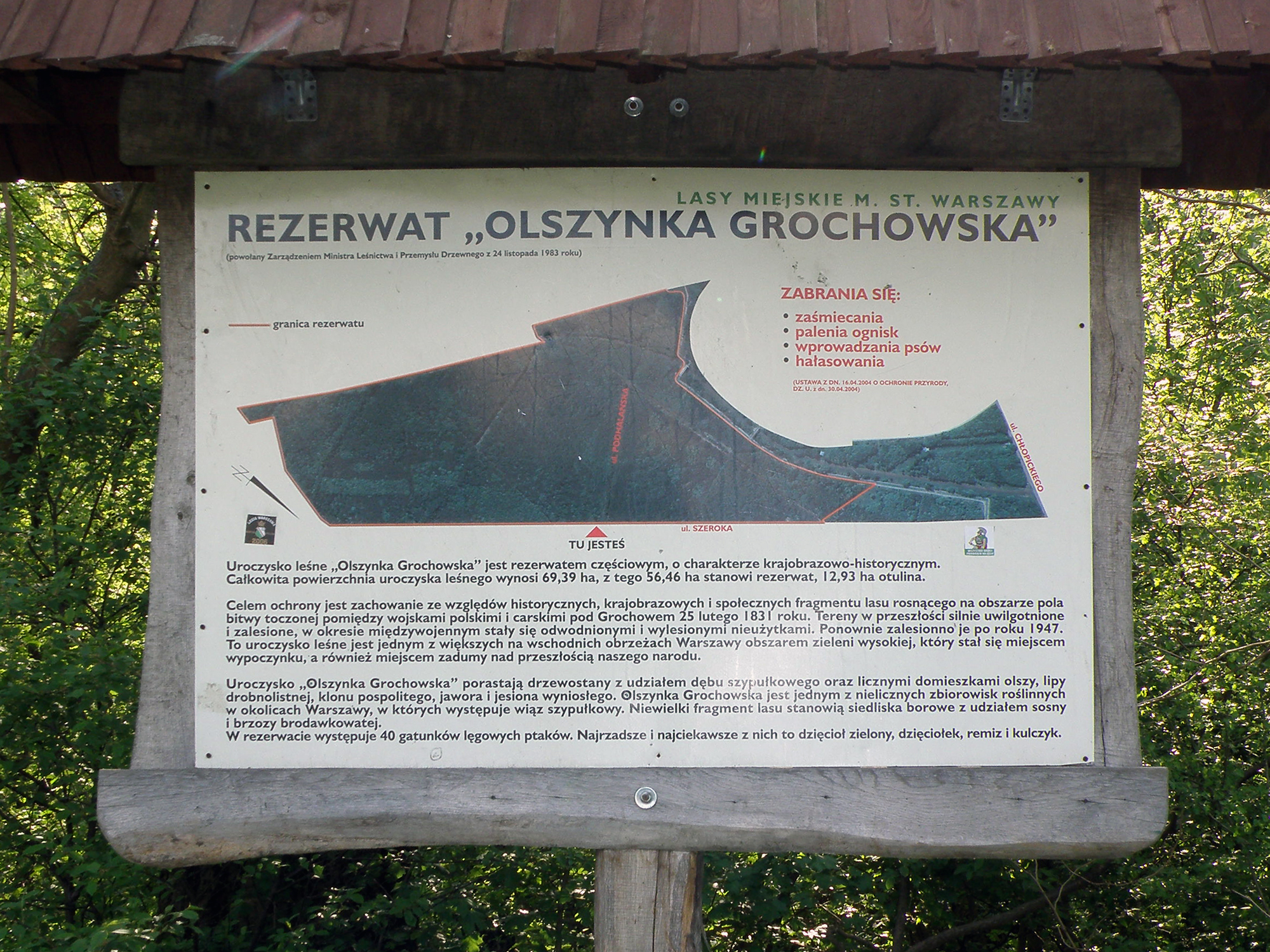
Tablica informacyjna Rezerwatu Olszynka Grochowska

Olszynka Grochowska – leśny rezerwat przyrody w Warszawie. Rezerwat powołany został na mocy Zarządzenia Ministra Leśnictwa i Przemysłu Drzewnego z dnia 24 listopada 1983 r. ogłoszonego w Monitorze Polskim nr 39 z 1983 r. poz. 230.

## Historia
Obszar rezerwatu częściowo pokrywa się z miejscem walk toczonych w trakcie powstania listopadowego - m.in. bitwy pod Olszynką Grochowską. Zalesianie terenu rozpoczęło się w 1936 roku i było kontynuowane po II wojnie światowej w latach 1947–1950. Rezerwat przyrody został utworzony na tym terenie w 1983 na mocy zarządzenia Ministra Leśnictwa i Przemysłu Drzewnego. W 2016 w rezerwacie wyznaczono cztery kilometry szlaków dla ruchu pieszego.

## Opis
Powierzchnia rezerwatu wynosi 59,449 ha, wokół rezerwatu wyznaczono otulinę o powierzchni 111,47 ha. Ochroną objęto prawie całe uroczysko leśne, wyłączając jedynie tereny zdewastowane, poprzecinane torami kolejowymi, liniami elektrycznymi, rurociągami. Teren rezerwatu jest własnością Skarbu Państwa i administrowany jest przez Lasy Miejskie - Warszawa – Obwód Leśny „Las Sobieskiego”.
Celem ochrony jest szata roślinna i miejsce o znaczeniu historycznym. Na południowym skraju rezerwatu znajdują się fragmenty umocnień ziemnych z okresu insurekcji kościuszkowskiej. Znajduje się tam również pomnik upamiętniający poległych w bitwie pod Olszynką Grochowską. Historyczny teren Olszynki Grochowskiej o powierzchni 33 ha został zakupiony przed II wojną światową przez Zarząd Miejski m.st. Warszawy.
Przez rezerwat płynie Kanał Kawęczyński, do którego uchodzi tutaj Kanał Rembertowski.
Rezerwat jest siedliskiem licznych gatunków zwierząt, wśród ssaków można tam spotkać między innymi bobra, lisa, łasicę, mysz leśną czy zająca. Jeśli chodzi o ptaki; sikorę, kosa, szpaka, sójkę, kowalika, drozdy, a nierzadko również ptaki drapieżne takie jak jastrząb. Późną porą widuje się lub słyszy także sowy.

## Galeria

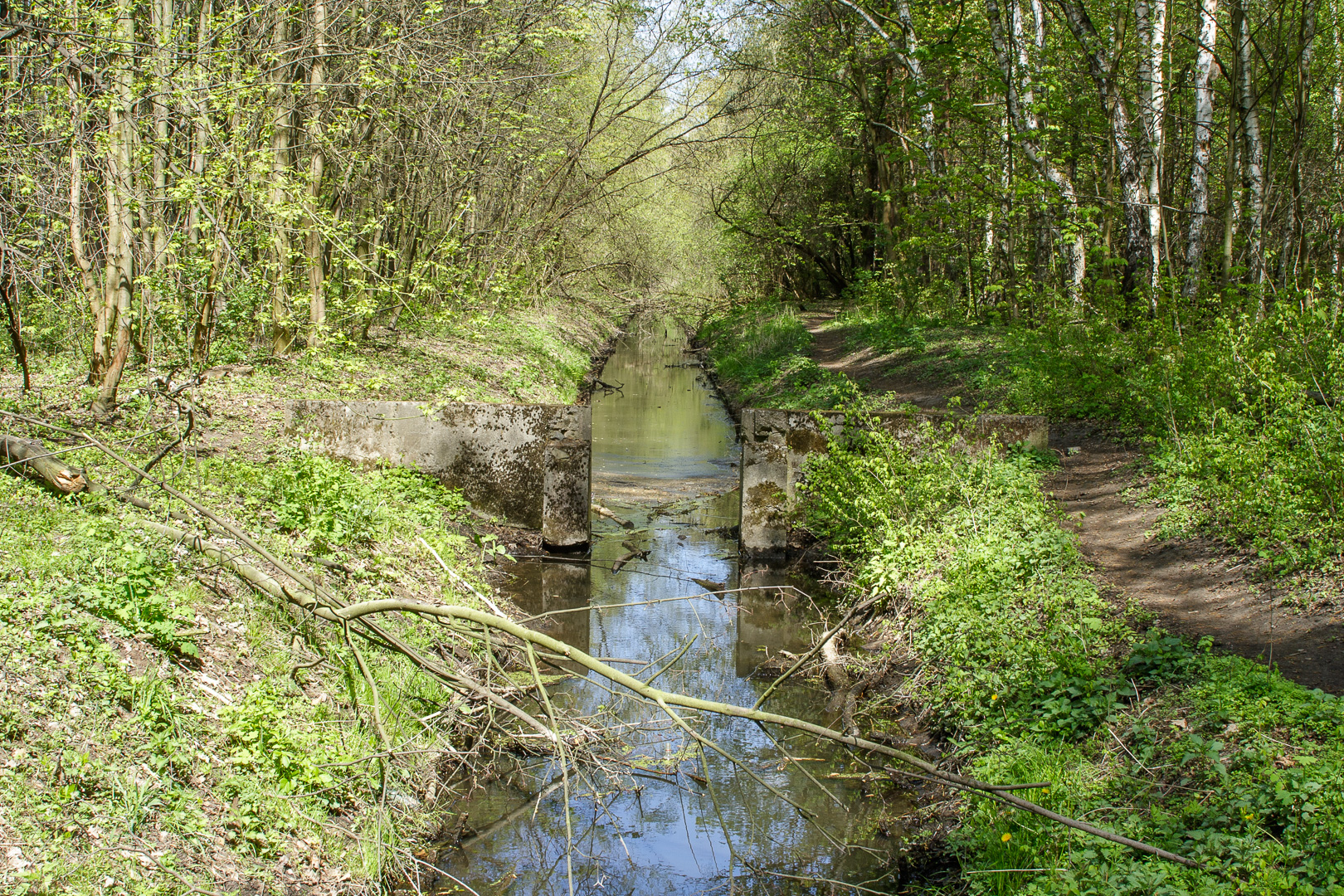
Kanał Kawęczyński
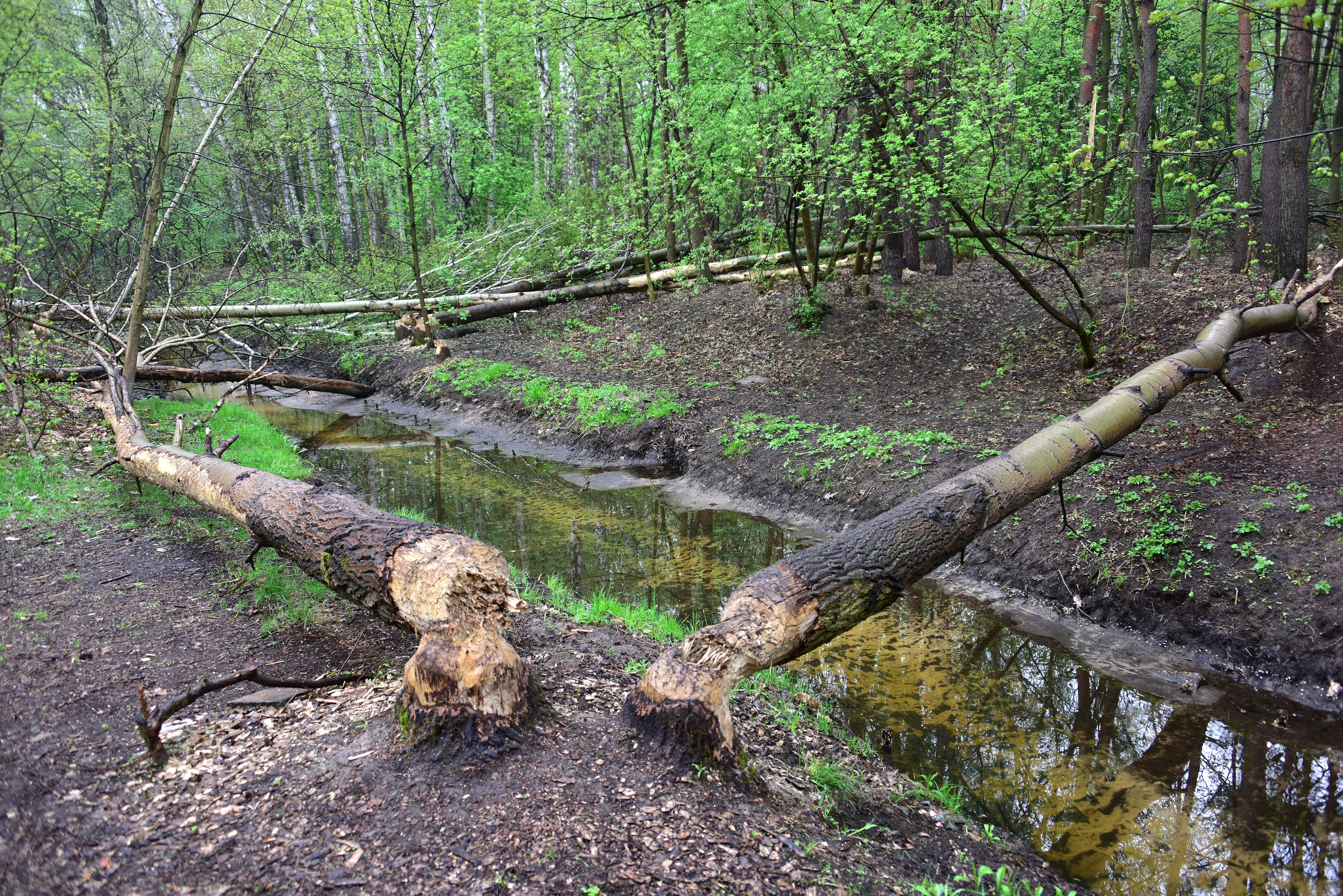
Ślady działalności bobra europejskiego nad kanałem
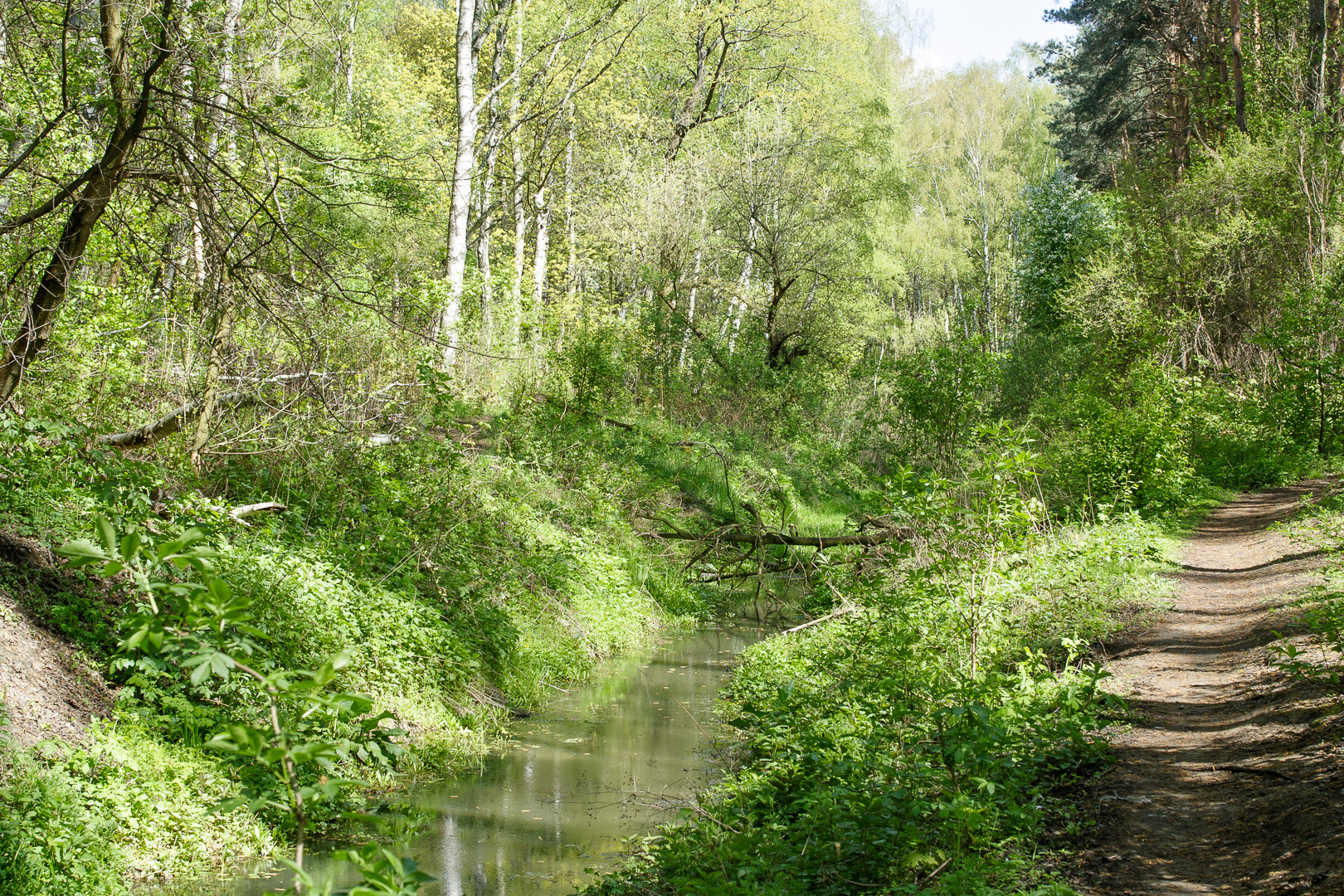
Kanał Rembertowski
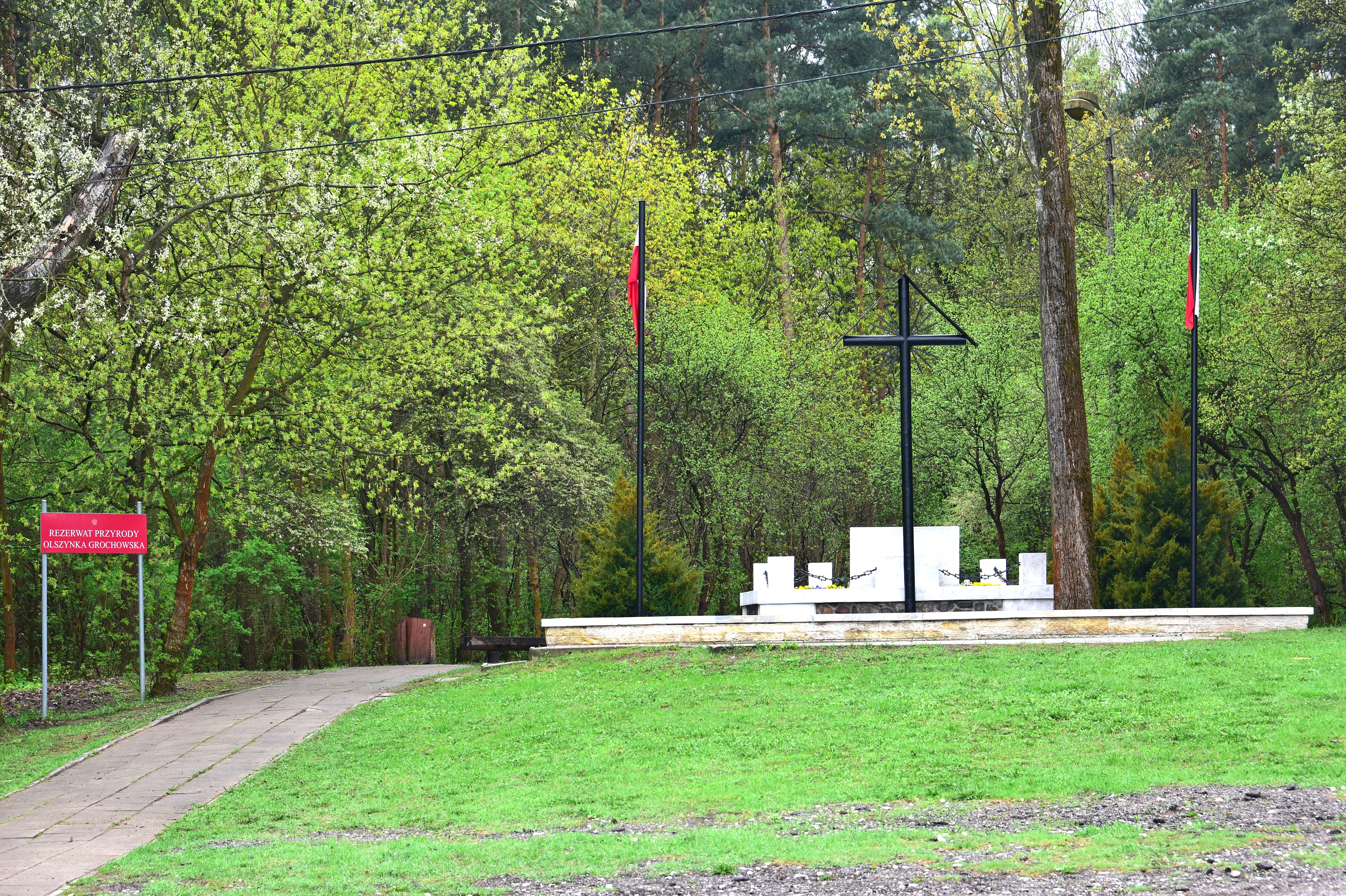
Pomnik Bitwy o Olszynkę Grochowską na skraju rezerwatu